# James Harris, III conte di Malmesbury
James Howard Harris, III conte di Malmesbury e, dal 1820 al 1841, visconte FitzHarris (Londra, 25 marzo 1807 – Londra, 17 maggio 1889), è stato un politico britannico.

## Biografia
Deputato alla Camera dei Lord dal 1841, nel 1856 visitò l'Italia, incontrando anche Camillo Benso, conte di Cavour, con cui non ebbe però un buon rapporto.
Ministro degli Esteri nel 1858 e 1859, favorì il regno d'Italia nella terza guerra di indipendenza italiana. Fu poi lord del sigillo privato dal 1866 al 1868 e dal 1874 al 1876.

## Ascendenza
|                                       |                 |                            | Genitori                    |  |  | Nonni |  |  | Bisnonni     |  |  | Trisnonni    |  |
|                                       |                 |                            |                             |  |  |       |  |  | James Harris |  |  | James Harris |  |
|                                       |                 |                            |                             |  |  |       |  |  | James Harris |  |  | James Harris |  |
|                                       |                 | Elizabeth Ashley-Cooper    |                             |  |  |       |  |  | James Harris |  |  |              |  |
| James Harris, I conte di Malmesbury   |                 |                            |                             |  |  |       |  |  | James Harris |  |  |              |  |
|                                       |                 | Elizabeth Clarke           | John Clarke                 |  |  |       |  |  |              |  |  |              |  |
|                                       |                 | Elizabeth Clarke           | John Clarke                 |  |  |       |  |  |              |  |  |              |  |
|                                       |                 | Elizabeth Clarke           | Catherine Bowles            |  |  |       |  |  |              |  |  |              |  |
| James Harris, II conte di Malmesbury  |                 | Elizabeth Clarke           |                             |  |  |       |  |  |              |  |  |              |  |
|                                       |                 | George Amyand, I baronetto | Claudius Amyand             |  |  |       |  |  |              |  |  |              |  |
|                                       |                 | George Amyand, I baronetto | Claudius Amyand             |  |  |       |  |  |              |  |  |              |  |
|                                       |                 | George Amyand, I baronetto | Mary Rabache                |  |  |       |  |  |              |  |  |              |  |
| Harriot Mary Amyand                   |                 | George Amyand, I baronetto |                             |  |  |       |  |  |              |  |  |              |  |
|                                       |                 | Anna Maria Korteen         | John Abraham Korteen        |  |  |       |  |  |              |  |  |              |  |
|                                       |                 | Anna Maria Korteen         | John Abraham Korteen        |  |  |       |  |  |              |  |  |              |  |
|                                       |                 | Anna Maria Korteen         | Margarethe Adelheid Hamberg |  |  |       |  |  |              |  |  |              |  |
| James Harris, III conte di Malmesbury |                 | Anna Maria Korteen         |                             |  |  |       |  |  |              |  |  |              |  |
|                                       | Samuel Dashwood | George Dashwood            |                             |  |  |       |  |  |              |  |  |              |  |
|                                       | Samuel Dashwood | George Dashwood            |                             |  |  |       |  |  |              |  |  |              |  |
|                                       | Samuel Dashwood | Katherine Bristow          |                             |  |  |       |  |  |              |  |  |              |  |
| Francis Dashwood                      | Samuel Dashwood |                            |                             |  |  |       |  |  |              |  |  |              |  |
|                                       |                 | Anne Bateman               | James Bateman               |  |  |       |  |  |              |  |  |              |  |
|                                       |                 | Anne Bateman               | James Bateman               |  |  |       |  |  |              |  |  |              |  |
|                                       |                 | Anne Bateman               | Ann Chaplin                 |  |  |       |  |  |              |  |  |              |  |
| Harriet Dashwood                      |                 | Anne Bateman               |                             |  |  |       |  |  |              |  |  |              |  |
|                                       |                 | John March                 | Henry March                 |  |  |       |  |  |              |  |  |              |  |
|                                       |                 | John March                 | Henry March                 |  |  |       |  |  |              |  |  |              |  |
|                                       |                 | John March                 | N. Lisle                    |  |  |       |  |  |              |  |  |              |  |
| Teresa March                          |                 | John March                 |                             |  |  |       |  |  |              |  |  |              |  |
|                                       |                 | Mary Phillips              | Ambrose Phillips            |  |  |       |  |  |              |  |  |              |  |
|                                       |                 | Mary Phillips              | Ambrose Phillips            |  |  |       |  |  |              |  |  |              |  |
|                                       |                 | Mary Phillips              | …                           |  |  |       |  |  |              |  |  |              |  |
|                                       |                 | Mary Phillips              |                             |  |  |       |  |  |              |  |  |              |  |